# День сурка
День сурка́ (англ. Groundhog Day) — традиционный праздник в США и Канаде, отмечаемый ежегодно 2 февраля. Считается, что в этот день нужно наблюдать за сурком, вылезающим из своей норы. По его поведению можно судить о близости наступления весны. Согласно поверью, если день пасмурный, сурок не видит своей тени и спокойно покидает нору — значит, зима скоро закончится и весна будет ранняя. Если же день солнечный, сурок видит свою тень и, пугаясь её, прячется обратно в нору — будет ещё шесть недель зимы. В нескольких городах и поселениях США и Канады в этот день проводятся фестивали, посвящённые местным суркам-метеорологам, которые привлекают многочисленных туристов.

## История возникновения праздника
Метеорологический прогноз в этот день строился по поведению разбуженного ежа, который видел или не видел свою тень. Народы Западной Европы сохраняли эту традицию и в более поздние периоды. В северной Германии в это время пробуждался барсук (в некоторых местах — медведь), и по его поведению судили о продолжительности холодов и сроках наступления весны.
Раннеамериканские упоминания о Дне Сурка берут истоки у традиций переселенцев из Германии, известных как пенсильванские немцы, которые привезли свои обычаи в Америку в XVIII веке. В Северной Америке, где не водились ни ежи, ни барсуки, роль метеоролога перешла к сурку. Так, на основе поверья, связанного с сурком, зародилась традиция, которую развили члены Клуба Сурка из Панксатони. Официальным праздником День сурка стал в 1886 году.
2 (15) февраля христианами отмечается Сретение Господне (Громницы). В США популярна шотландская поговорка: If Candlemas Day is bright and clear, there’ll be two winters in the year (День Сретения ярок и ясен — быть двум зимам в году). В Белоруссии известна поговорка, согласно которой в этот день медведь переворачивается на другой бок. Банатские болгары рассказывали о поведении медведицы в этот день: «Медведица на Сретенье вылезает из берлоги, чтобы увидеть свою тень. Если день солнечный и медведица видит свою тень, она поворачивается на другой бок, чтобы продолжить свой сон. Это значит, что ещё 40 дней будет холодно». Среди немецких поселенцев в Пенсильвании бытует поговорка: «Если сурок видит свою тень, значит, что будет ещё шесть недель зимы» (нем. Wann die Grundsau ihre Schatte seht, noch sechs Wochen Winter ist was es meent).

## Фенология

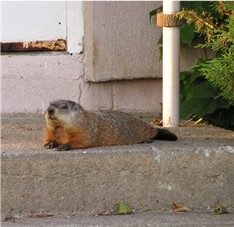
Лесной сурок

Лесной сурок (Marmota monax) обитает от северной границы леса в Канаде до юга Аппалачей на северо-востоке США. Зимняя спячка в северной части ареала длится дольше, чем в южной. При движении с юга на север дата пробуждения от спячки смещается на один день на каждые 12 км. Именно в центральной Пенсильвании этот день приходится на Сретение (2 февраля).

## Наиболее известные сурки-метеорологи
В США и Канаде наиболее известны 7 сурков-метеорологов: Панксатонский Фил (Punxsutawney Phil), Виартонский Вилли (Wiarton Willie), Статен-айлендский Чак (Staten Island Chuck), Шубенакадский Сэм (Shubenacadie Sam), Бальзакский Билли (Balzac Billy), Сурок Джимми (Jimmy the Groundhog) и Генерал Борегард Ли (General Beauregard Lee)

### Панксатонский Фил
Панксатонский Фил — сурок, живущий на Индюшачьей горке в городке Панксатони в Пенсильвании — самый первый официальный сурок-метеоролог. Фестиваль проводится с 1887 года. Именно этот городок стал известен в мире после комедийного фильма «День сурка».

### Виартонский Вилли
Наиболее известный канадский сурок-метеоролог из деревни Виартон (Wiarton) в провинции Онтарио, в честь которого проводится ежегодный фестиваль.

### Чак из Статен-айлендского зоопарка
Чак — официальный сурок-метеоролог Нью-Йорка. Он живёт в зоопарке на острове Статен-Айленд. Ежегодно 2 февраля в 7 часов 30 минут он даёт свой прогноз. На этой церемонии присутствует мэр города.

## День сурка в кино
- «Всеобщая паника», мультфильм Вуди Вудпекера (1941)
- «День сурка» (1993)
- «Бэмби 2» (2006) (эпизод)